# Jaroslav Kristián Kubín
Jaroslav Kristián Kubín, křtěný Jaroslav Alois (17. února 1886 Praha-Malá Strana – 19. září 1937 Praha), byl český malíř, sochař a ilustrátor.

## Život
Narodil se v Praze na Malé Straně do rodiny zemského úředníka Antonína Kubína a jeho ženy Anny rozené Šulcové. Při gymnasiálních studiích byl žákem sochaře Františka Hergesela a následně studoval na pražské malířské Akademii u prof. Maxmiliána Pirnera, u něhož absolvoval v roce 1912 a Maxe Švabinského. V letech 1920–1937 byl členem Spolku výtvarných umělců Mánes.

## Výstavy

### Kolektivní (výběr)
- 1918 – 49. výstava S.V.U. Mánes, Obecní dům – výstavní sály, Praha
- 1920 – Členská výstava S.V.U. Mánes, Mánes, Praha
- 1921 – LIV. výstava Spolku výtvarných umělců Mánes, členská, Obecní dům – výstavní sály, Praha
- 1922 – Vánoční trh prací členů spolku – LXII. výstava Spolku výtvarných umělců Mánes, Mánes, Praha
- 1924 – Razstava češke moderne umetnosti – Društvo upodabljajočih umetnikov Mánes iz Prage, Jakopičev paviljon, Lublaň
  - LXXXI. výstava Spolku výtvarných umělců Mánes, členská, Obecní dům – výstavní sály, Praha
  - Vánoční výstava Spolku Výtvarných umělců Mánes, Mánes, Praha
- 1926 – Stá výstava Spolku výtvarných umělců Mánes, Obecní dům – výstavní sály, Praha
- 1927 – IV. výstava S.V.U. Mánes, Městské průmyslové muzeum, Pardubice
  - 125. výstava S.V.U. Mánes, Dom Umeleckej besedy slovenskej, Bratislava
  - 130. výstava S.V.U. Mánes, Průmyslové museum pro Východní Čechy, Chrudim
- 1929 – Spolek výtvarných umělců Mánes, Pražské vzorkové veletrhy, Praha
- 1936 – I. jarní Zlínský salon, Zlín (Zlín), Zlín
- 1938 – Náš voják ve výtvarném umění XIX. a XX. století, Obecní dům – výstavní sály, Praha

## Galerie

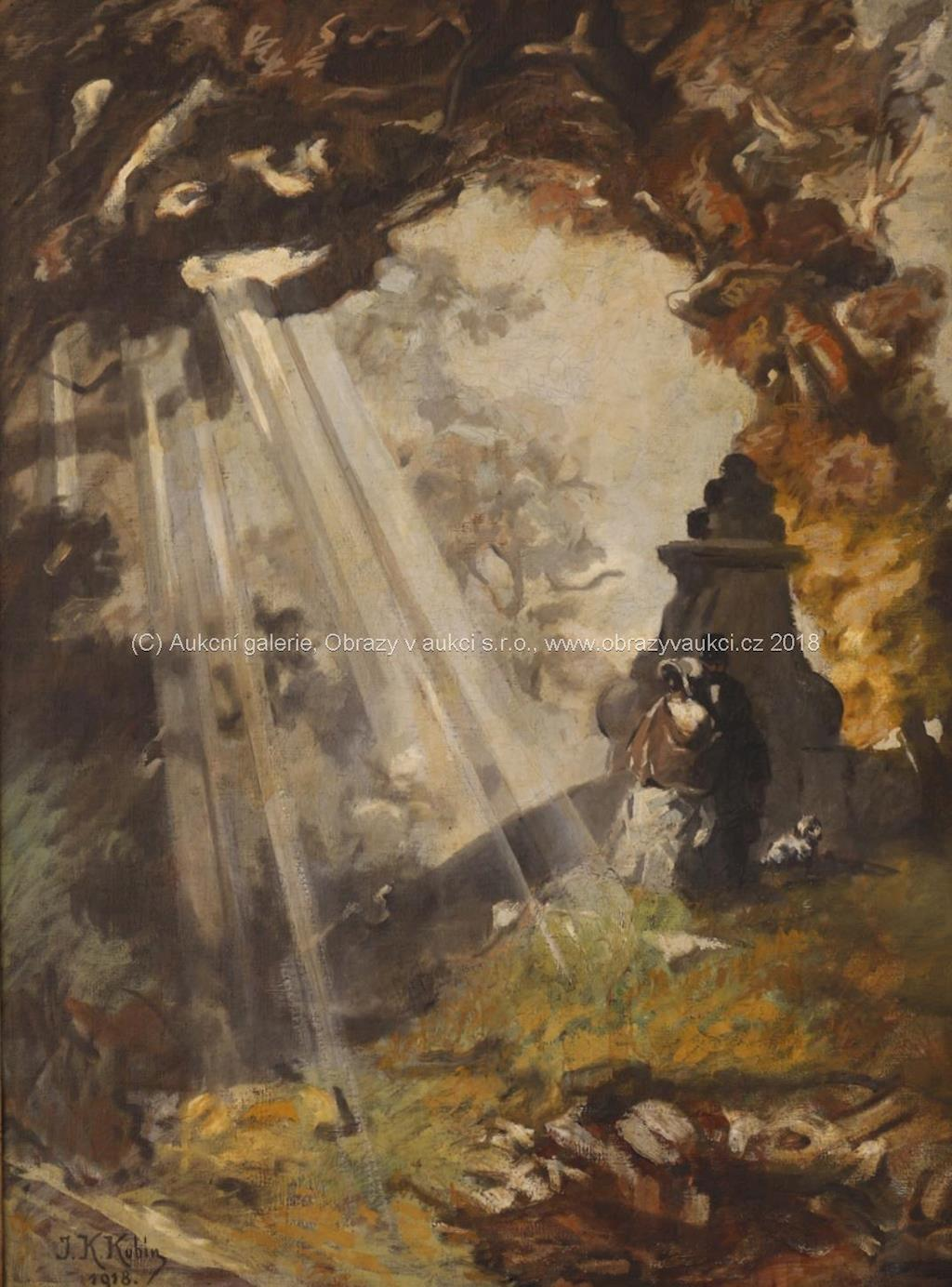
Dostaveníčko v parku (1918)
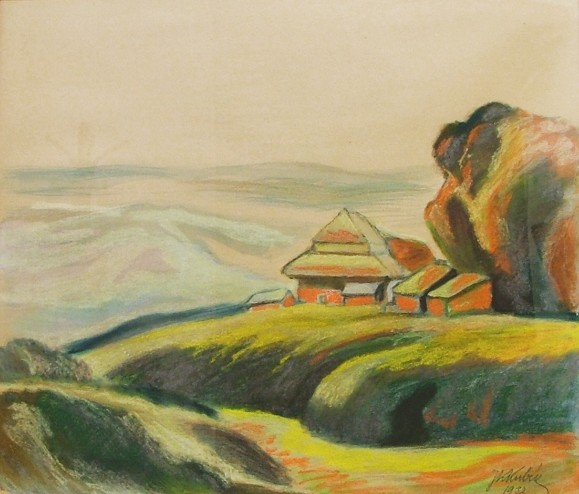
Krajina s chalupami (1932)
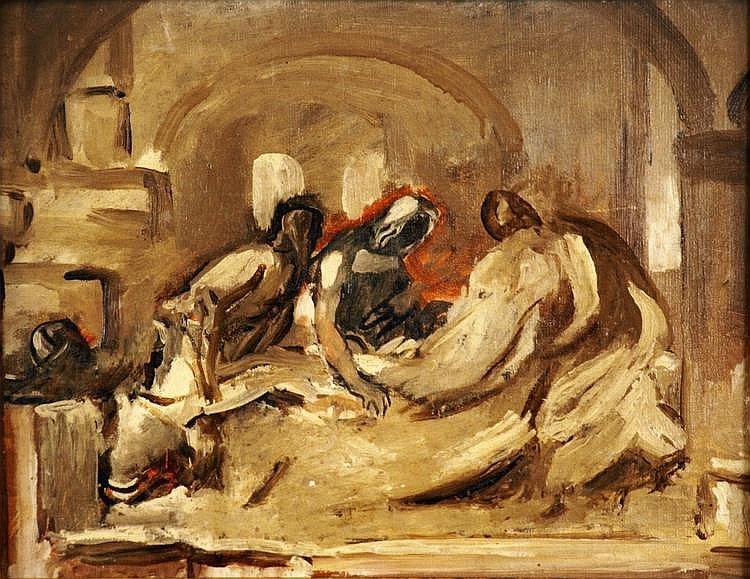
U lože nemocného
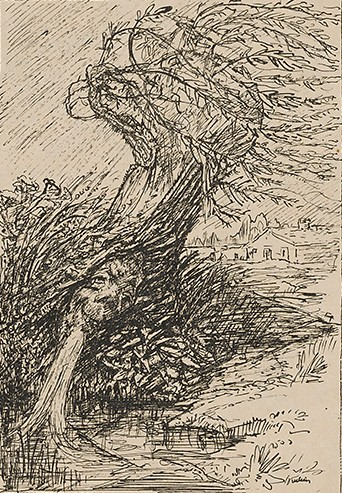
Krakonoš (1930–1937)